# Харковецький район
Харкове́цький райо́н — адміністративно-територіальна одиниця УСРР з центром у с. Харківці, утворена 7 березня 1923 у складі Прилуцької округи з Харковецької і Білоцерківської волостей Пирятинського повіту Полтавської губернії. Площа – 245 верст² (~279 км²). Населення – 15 317 осіб.
Спочатку район налічував 11 сільрад, кількість яких станом на 7 вересня 1923 року було скорочено до 7: Білоцерківська, Дащенківська, Дейманівська, Каплинцівська, Прихідьківська, Харковецька, Яцинівська. Чисельність населення на 7 вересня 1923 року становила 17 021 людину.
У 1928 році рішенням Центральної адміністративно-територіальної комісії Харковецький район Прилуцької округи було розформовано, а його територію розподілено між Пирятинським та Варвинським районами.

## Корисні копалини
На території району знаходяться родовища якісних глин, придатних для виробництва цегли, гончарної черепиці та глиняного посуду, передусім поблизу сіл Харківці, Білоцерківці, Яцини. Біля села Дейманівка є поклади будівельного піску.